# 硬毛南芥
硬毛南芥（学名：Arabis hirsuta），为十字花科南芥属下的一个种。

## 扩展阅读
維基物種上的相關：硬毛南芥